# Джордж Бошам

Логотип компанії Джорджа Бошама та Адольфа Рікенбакера

Джордж Бошам (англ. George Delmetia Beauchamp) — американський винахідник музичних інструментів, зокрема електрогітари, музикант, підприємець, співзасновник компаній National String Instrumental Company та Ro-Pat-In Corporation (згодом переіменована на Rickenbacker).

## Біографія

### Загальна інформація
Джордж Бошам народився в окрузі Коулмен в 1899 році. Свою музичну кар'єру почав в 1920-х роках, вмів грати на скрипці та на гітарі типу lap steel. Протягом деякого часу працював в компанії струнних інструментів (National String Instrumental Company). Згодом почав роботу над збільшенням гучності струнних інструментів, проводив різноманітні експерименти, в яких досягнув неабияких успіхів. Більш того, працював над створенням перших електрогітар, бас-гітар, електричних скрипок.

### Сім'я
У 1917 році Джордж Бошам одружився з Міртл Джонстон. У них було двоє дітей: Френсіс та Нолан.

## Діяльність та досягнення
У 1925 році Джордж Бошам активно працював над створенням потужнішого звуку струнних інструментів. Він проводив експерименти з використанням голок від фонографа на електрогітарі з одної струни, сподіваючись, що вібрації, «зняті» з кожної струни окремо, можна перетворити в електричні коливання. Пізніше планувалось посилити їх за допомогою лампових підсилювачів, що застосовувались в радіотехніці в ті часи. Через деякий час, працюючи з Полом Бартом, Джорджу Бошаму вдалось створити звукознімач, який коректно працював.
В період своєї діяльності винахідник ділився ідеями з Адольфом Рікенбакером, який володів компанією, що виробляла металеві корпуси для резонаторів. Вони співпрацювали досить довгий час, навіть спільно заснували компанію «Instruments Rickenbackers», яка прославилась за допомогою виробництва винаходів Бошама. Компанію назвали саме так з огляду на той факт, що прізвище Джорджа досить складно читалось, а також, прізвище Рікенбакера було досить відомим завдяки здобуткам його родича Едді Рікенбакера.

## Винаходи
- У 1930 році запатентував металеві медіатори, які зараз використовуються в основному для гри на банджо (патент #1,787,136[2][голе посилання])
- Сковорода (гітара) (патент #2,089,171[3][голе посилання])

|                                                           |
| Rickenbacker Electro A-22 (Сковорода) прототип (25 ладів) |

|                                                     |
| Схема патенту Rickenbacker Electro A-22 (Сковорода) |

В 1931 році Джордж Бошам створив найпершу у світі електричну гавайську гітару, а також одну з перших електрогітар[джерело?]. Офіційна її назва — Rickenbacker Electro A-22, проте також прозвали цей винахід «сковородою» через довгий гриф та круглий корпус. Перші гітари цього типу почали продаватись в 1932 році Бошамом та інженером Адольфом Рікенбакером.
Патент на свій винахід Джордж Бошам отримав аж у 1937 році[джерело?].
- У 1936 році Бошам отримав патент на електроскрипку (патент #2,130,174[4][голе посилання])